# معن عريقات
معن رشيد خليل عريقات (12 أكتوبر 1960 في أريحا - ) دبلوماسي وسياسي من دولة فلسطين.

## النشأة والتحصيل العلمي
وُلد عريقات في 12 أكتوبر 1960 بمدينة أريحا. درس التمويل في جامعة ولاية أريزونا وحصل منها عام 1983 على درجة البكالوريوس، وفي عام 1987 حصل على درجة الماجستير في إدارة الأعمال من الجامعة الدولية الغربية ضمن مجموعة أبولو التعليمية. تلقى دورة تدريبية في الحكم الرشيد في كلية جون ف.كينيدي للإدارة الحكومية في جامعة هارفارد في عام 2001.

## الحياة السياسية
عمل عريقات كمتحدث باسم بيت الشرق في الفترة 1993-1998، الذي يُعد مقرًا لمنظمة التحرير الفلسطينية في الجزء الشرقي من مدينة القدس. ثم في عام 1998 انتقل للعمل في السلطة الوطنية الفلسطينية ضمن إدارة شؤون المفاوضات واستمر حتى مارس 2008. في 2008-2009 عمل منسقًا عامًا لإدارة شؤون المفاوضات.
في 18 أبريل 2009، عينه الرئيس الفلسطيني رئيسًا لوفد منظمة التحرير الفلسطينية في الولايات المتحدة واستمر حتى مارس 2017. حيث تم تعيينه سفيرًا لدولة فلسطين لدى بريطانيا، لكن بريطانيا رفضت منحه تأشيرة دبلوماسية بصفته سفير دولة فلسطين.
في 26 أغسطس 2020، أُحيل عريقات إلى التقاعد.